# Akademin Valand
Akademin Valand (2012–2019) var en konstnärlig institution vid Göteborgs universitet, som vid sidan av Högskolan för design och konsthantverk och Högskolan för scen och musik utgjorde universitetets konstnärliga fakultet. Ingrid Elam var dekan vid konstnärliga fakulteten fram till 2018, då Sanne Kofod Olsen tog över rollen.
Akademin Valand bildades den 1 juli 2012, då tidigare Filmhögskolan, Högskolan för fotografi, Konsthögskolan Valand och Litterär gestaltning sammanslogs. Den 1 januari 2020 gick Akademin Valand och HDK – Högskolan för design och konsthantverk samman och bildade HDK-Valand, en ny institution för design och konst.
Akademin Valand var en mötesplats för utbildning, forskning och samverkan inom film, fotografi, fri konst och litterär gestaltning. 
Prefekt för Akademin Valand var konstnären Mick Wilson.